# Synchytrium endobioticum
Synchytrium endobioticum (Schilb.) Percival – gatunek grzybów z rzędu Chytridiales. Jest sprawcą groźnej choroby rak ziemniaka. Jako organizm kwarantannowy podlega obowiązkowemu zwalczaniu.

## Systematyka i nazewnictwo
Pozycja w klasyfikacji według Index Fungorum: Synchytrium, Synchytriaceae, Chytridiales, Chytridiomycetidae, Chytridiomycetes, Incertae sedis, Chytridiomycota, Fungi.
Po raz pierwszy takson ten zdiagnozował w 1896 r. Károly Schilberszky nadając mu nazwę Chrysophlyctis endobiotica. Obecną, uznaną przez Index Fungorum nazwę nadał mu w 1909 r. John Percival, przenosząc go do rodzaju Synchytrium.
Synonimy nazwy naukowej:
- Chrysophlyctis endobiotica Schilb.1896
- Synchytrium solan Massee 1910

## Rozwój
Jest to pasożyt obligatoryjny i endobiont. Rozwija się wewnątrz komórek miękiszowych ziemniaka doprowadzając do ich nienaturalnego powiększenia się. Na bulwach ziemniaka, rzadziej na stolonach i dolnych częściach pędów powstają narośla. Początkowo są jasne, później brunatne, w końcu ciemne. Haploidalna grzybnia w całości wypełniająca wnętrze ich komórek tworzy sorus złożony z 5-9 zoosporangiów. Powstają w nich pływki z pojedynczymi wiciami. W pojedynczym zoosporangium może powstać do 300 pływek. Po ich dojrzeniu narośle rozpada się, a uwolnione z niego pływki dostają się do gleby. Za pomocą wici mogą aktywnie przemieszczać się w wodzie. W ten sposób rozprzestrzeniają się na niewielką odległość, mogą jednak być przenoszone na duże odległości w inny sposób: biernie z prądami wody (zwłaszcza po większych opadach deszczu), z cząstkami gleby przemieszczanymi narzędziami podczas prac rolniczych, a nawet przez wiatr. Dokonują infekcji wtórnej bulw i innych części ziemniaka. W zakażonych komórkach ziemniaka znów powstają sorusy, zoosporangia i nowe pływki. W czasie sezonu wegetacyjnego cykl ten może powtórzyć się kilkukrotnie.
Czasami jednak niektóre pływki nie dokonują infekcji, lecz łączą się z sobą, następuje plazmogamia i kariogamia, w wyniku czego powstają izogamety. Mają po dwie wici, diploidalną liczbę chromosomów i również dokonują infekcji ziemniaka. W jego komórkach powstają z nich diploidalne zarodnie przetrwalnikowe o grubej ścianie komórkowej. Po rozpadnięciu się narośli wydostają się do gleby. Po przejściu okresu spoczynku zachodzi w nich mejoza i znów powstają haploidalne pływki dokonujące infekcji pierwotnej.
Zarodnie przetrwalnikowe Synchytrium endobioticum wykazują bardzo dużą żywotność. Mogą przetrwać w kompoście, do którego wyrzucono chore bulwy ziemniaka, bez uszkodzeń przechodzą przez przewód pokarmowy zwierząt, znoszą przebywanie w oborniku. W glebie mogą przetrwać nawet 20 lat.